# Ananthura luna
Ananthura luna är en kräftdjursart som först beskrevs av Schultz 1966.  Ananthura luna ingår i släktet Ananthura och familjen Antheluridae. Inga underarter finns listade i Catalogue of Life.